# خشوئية
خشوئية هي قرية في مقاطعة لنجان، إيران. عدد سكان هذه القرية هو 193 في سنة 2006.